# Kerrith Brown
Kerrith Brown (Wolverhampton, 11 de julio de 1962) es un deportista británico que compitió en judo.
Participó en dos Juegos Olímpicos de Verano en los años 1984 y 1988, obteniendo una medalla de bronce en la edición de Los Ángeles 1984 en la categoría de –71 kg. Ganó una medalla en el Campeonato Mundial de Judo de 1987, y dos medallas en el Campeonato Europeo de Judo en los años 1985 y 1986.
Brown fue elegido presidente de la Federación Internacional de Artes Marciales Mixtas (IMMAF), tras una elección unánime de la junta en Berlín el 20 de junio de 2015.

## Palmarés internacional
| Juegos Olímpicos   | Juegos Olímpicos             | Juegos Olímpicos  | Juegos Olímpicos |
| Año                | Lugar                        | Medalla           | Categoría        |
| ------------------ | ---------------------------- | ----------------- | ---------------- |
| 1984               | Los Ángeles (Estados Unidos) | Medalla de bronce | –71 kg           |
| Campeonato Mundial |                              |                   |                  |
| Año                | Lugar                        | Medalla           | Categoría        |
| 1987               | Essen (RFA)                  | Medalla de bronce | –71 kg           |
| Campeonato Europeo |                              |                   |                  |
| Año                | Lugar                        | Medalla           | Categoría        |
| 1985               | Hamar (Noruega)              | Medalla de bronce | –71 kg           |
| 1986               | Belgrado (Yugoslavia)        | Medalla de plata  | –71 kg           |